# راسین (میزوری)
راسین (به انگلیسی: Racine) یک منطقهٔ مسکونی در ایالات متحده آمریکا است که در شهرستان نیوتون، میزوری واقع شده‌است. راسین ۲۹۲٫۹۲ متر بالاتر از سطح دریا واقع شده‌است.